# Barbus atakorensis
Barbus atakorensis är en fiskart som beskrevs av Daget, 1957. Barbus atakorensis ingår i släktet Barbus och familjen karpfiskar. IUCN kategoriserar arten globalt som livskraftig. Inga underarter finns listade.